# 天然女子高物語
《天然女子高物語》是門井亞矢創作的日本漫畫。2002年開始連載於芳文社雜誌《Manga Time Kirara》，後來移籍至《Manga Time Kirara MAX》。2006年推出廣播劇CD。

## 登場人物
（聲：堀江由衣）
高圓寺咲（聲：高橋智秋）
四谷櫻子（聲：木村圓）
（聲：浅野真澄）
三鶯美美（聲：神田朱未）

## 出版書籍
| 冊數 | 芳文社        | 芳文社                 |
| 冊數 | 發售日期      | ISBN                   |
| ---- | ------------- | ---------------------- |
| 1    | 2006年2月27日 | ISBN 978-4-8322-7564-5 |
| 2    | 2008年3月27日 | ISBN 978-4-8322-7687-1 |
| 3    | 2010年4月27日 | ISBN 978-4-8322-7906-3 |

## 廣播劇CD
2006年4月26日發售廣播劇CD。